# Лоу, Дэвид (художник)
Сэр Дэвид Лоу (англ. Sir David Low; 7 апреля 1891, Данидин — 19 сентября 1963, Лондон) — новозеландский художник-карикатурист. Работал в жанре политической карикатуры, большую часть жизни провёл в Великобритании.
Родился в Новой Зеландии, где ещё в возрасте одиннадцати лет нарисовал свою первую карикатуру; был художником-самоучкой. В 1910 году начал работать в новозеландской газете The Canterbury Times, в 1911 году переехал в Сидней, где поступил в штат газеты The Bulletin и в качестве вольнослушателя посещал занятия по живописи. В 1919 году был вынужден покинуть Австралию, после того как создал особо дерзкую карикатуру на её премьер-министра, и переехал в Лондон, где до 1927 года был сотрудником газеты The Star, которая была ближе его умеренно левым политическим взглядам, а затем перешёл в консервативный Evening Standard.
Дэвид Лоу получил большую известность в 1930-е годы своими острыми политическими карикатурами на фашистские режимы Италии и Германии, а также, в меньшей степени, на СССР и так называемую «политику умиротворения» нацизма, проводившуюся западными державами. Из-за ироничных и язвительных изображений Гитлера и Муссолини его работы были запрещены к публикации в государствах Оси, а имя художника было занесено в так называемую «Чёрную книгу» — список лиц, которых в случае вторжения нацистов в Великобританию следовало арестовать в первую очередь. Продолжал активно работать во время и в первые годы после Второй мировой войны. В 1950 году перешёл на работу в газету Daily Herald, в 1953 году — в The Guardian. В 1956 году опубликовал автобиографию, в 1962 году был посвящён в рыцари.
Уинстон Черчилль анализировал творчество Лоу в своей статье «Карикатуры и карикатуристы».